# Madelon Verstijnen
Madelon Leonore (Lon) Verstijnen ('s-Gravenhage, 15 september 1916 – Voorburg, 15 november 2017) was een Nederlandse vrouw die aan het einde van de Tweede Wereldoorlog tijdens een dodenmars ontsnapte, en na de oorlog een carrière opbouwde binnen enkele Europese instellingen. Ze is de schrijfster van het in 1991 uitgegeven werk Mijn oorlogskroniek. Met de ontsnapping Buchenwald-Colditz 15-21 april 1945.

## Jeugd en studietijd, oorlogsjaren, arrestatie
Verstijnen bracht haar jeugd door in Den Haag. Haar vader François Verstijnen (1878-1949) was notaris in Scheveningen. Toen de Atlantikwall gebouwd werd, moest het gezin verhuizen; Verstijnen en haar oudere broer Eric studeerden toen allebei al in Leiden en woonden daar op kamers. Zij studeerde Arabisch in Leiden, met als keuzetaal Assyrisch. Tijdens de oorlogsjaren was ze de enige student van hoogleraar assyriologie Frans Böhl (1882-1976). Eric Frans Verstijnen (1910-1945) studeerde rechten en Sinologie in Leiden. Broer en zus waren tijdens hun studietijd erg hecht met elkaar. Eric zat in het verzet en vertrok naar Parijs. In 1944 reisde Madelon haar broer achterna om zich bij het verzet in Parijs te voegen. Kort na haar aankomst werden zij en andere studenten en verzetsleden uit de groep rond Vic Swane in Hotel Montholon verraden, vermoedelijk door Christiaan Lindemans. Midden in de nacht stormden Duitsers haar kamer binnen. In de klerenkast vonden ze Duitse wapens en uniformen. Ze werd meegenomen en met de anderen op transport gesteld. Over haar gevangenschap in nazi-Duitsland en ontsnapping publiceerde Verstijnen in 1991 het boekje Mijn oorlogskroniek. Met de ontsnapping Buchenwald-Colditz 15-21 april 1945. Omroep RTV West maakte later de documentaire Ontsnapt (2010).

### Ontsnapping
Verstijnen kwam terecht in Buchenwald, Eric verdween als Nacht und Nebel-gevangene naar Compiègne, Fresnes, Dachau, Natzweiler-Struthof en werkkamp Vaihingen, waar hij op 31 januari 1945 overleed. Hij werd herbegraven op het ereveld te Loenen.
In april 1945 werd besloten het kamp te evacueren. De 28.000 gevangenen moesten naar Dresden lopen, de mannen voorop, gevolgd door de zigeuners, Russen, Polen en tot slot de vrouwen. Verstijnen behoorde tot het 'Franse' groepje dat hoofdzakelijk uit Franse vrouwen bestond. Zij vertrokken op 14 april. Slechts enkele vrouwen en kinderen en te zwakke mannen bleven in het kamp achter met enkele bewakers.
Op 16 april mocht er rond het middaguur een pauze ingelast worden. Veel gevangenen waren onderweg reeds bezweken. Toen de tocht vervolgd werd, bleek Verstijnen met haar Franse groepje achteraan de rij te lopen. Opeens zag Verstijnen dat er geen bewakers meer achter hen liepen. Ze waarschuwde haar groepje en ze doken de bosjes in. Het werd niet opgemerkt.
De vrouwen hadden niet meer hun gestreepte winterkleding aan maar een lichtblauwe zomerjurk. Voor de aanvang van de mars had iedereen een jasje gekregen. Op de rug was een wit kruis gekalkt. Ze waren dus duidelijk herkenbaar en moesten tijdens hun tocht naar de vrijheid steden en dorpen vermijden. De eerste nacht sliepen ze op een grote hooizolder. Ze werden geholpen door twee mannen die ook wat eten, drinken en kleding regelden. De volgende nacht mochten ze van een lokale graaf in een van de bijgebouwen van zijn kasteel slapen. Halverwege de nacht kwam hij ze waarschuwen dat er Duitsers in aantocht waren, en dat ze moesten vertrekken. Uiteindelijk kwamen ze bij de Mulde. Aan de overkant daarvan was niemandsland en daar achter zaten de Amerikanen. De veerman weigerde echter de vrouwen over te zetten. Er zat niets anders op dan de rotsen af te klauteren, het water over te gaan en aan de andere kant weer de steile rotsen op te klauteren.
Na het bereiken van Amerikaans gebied duurde het nog maanden voordat ze thuiskwam.

## Na de oorlog
Terug in Nederland pakte ze de studie weer op. Ze reisde in het najaar van 1945 weer naar Parijs, om in opdracht van prof. Böhl oudheden en vakliteratuur aan te schaffen. Bij haar bezoeken aan Parijs trof ze regelmatig een van de vrouwen die ze in Fresnes had leren kennen. Tijdens of kort na de oorlog maakte Verstijnen handkopieën van spijkerschriftteksten op kleitabletten, die werden gepubliceerd in prof. Böhl's studieboek met Akkadische teksten. Uiteindelijk maakte zij de studie assyriologie niet af.
Verstijnen werkte als tolk bij de Turkse ambassade voordat ze als vertaalster ging werken bij het Europees Parlement en voor de Europese Gemeenschap voor Kolen en Staal. Ze was medeoprichter in 1958 van de Voorlichtingsdienst van de Europese Gemeenschappen (voorloper van het huidige directoraat-generaal Communicatie van de Europese Commissie?). Vanaf 1962 was ze auteur van het Handboek Europese gemeenschappen (Europees Recht) uitgegeven door Kluwer. In 1963 kwam zij aan het hoofd te staan van het secretariaat bij de Stichting Wereldtentoonstelling Montreal en daarna van de Expo 70 in Osaka. In 1972 werd ze benoemd tot hoofd secretariaat buitenland van de ANWB.
Verstijnen had twee dochters (een tweeling) uit een korte relatie. Zij was ridder in de Orde van Oranje-Nassau.